# جیسون تامپسون
جیسون تامپسون (انگلیسی: Jason Thompson؛ زادهٔ ۲۱ ژوئیهٔ ۱۹۸۶) بازیکن بسکتبال اهل ایالات متحده آمریکا است.

## حرفه
از باشگاه‌هایی که در آن بازی کرده‌است می‌توان به گلدن استیت واریرز، تورنتو رپترز، ساکرامنتو کینگز، و باشگاه بسکتبال مردان فنرباغچه اشاره کرد.